# Shimanto (Kōchi)
Shimanto (japanisch 四万十市 -shi) ist eine Stadt in der Präfektur Kōchi in Japan.

## Geographie
Shimanto liegt südwestlich von Kōchi an der Tosa-Bucht des Pazifischen Ozeans. Durch Shimanto fließt der gleichnamige Fluss.

## Geschichte
Shimanto wurde am 10. April 2005 aus der Vereinigung der Stadt Nakamura (中村市, -shi) mit dem Dorf Nishitosa (西土佐村, -mura) des Landkreises Hata gegründet.

## Verkehr
- Straße:
  - Nationalstraßen 56, 321, 381, 439, 441
- Zug:
  - JR Yodo-Linie

## Weblinks

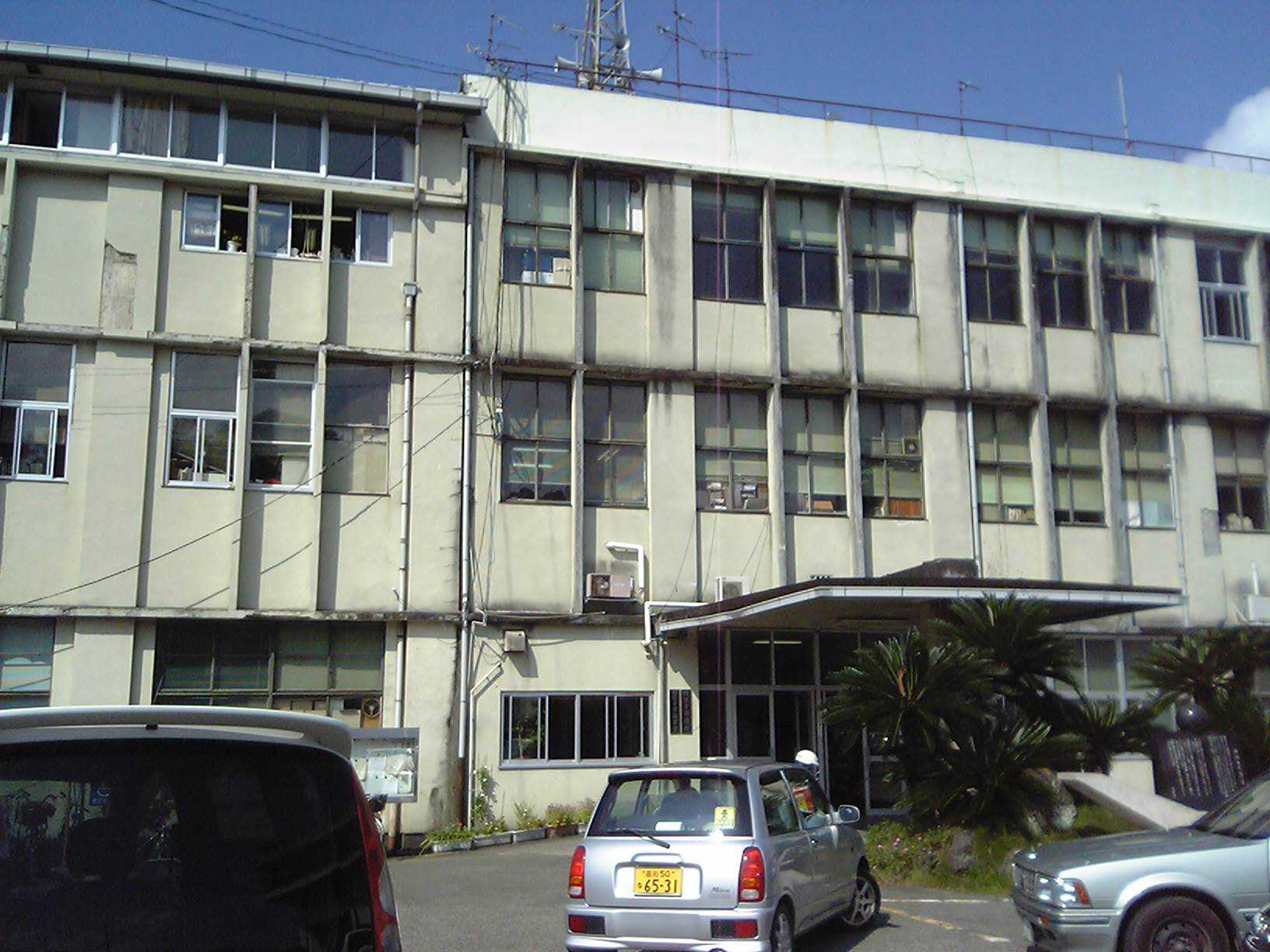
Rathaus von Shimanto

## Angrenzende Städte und Gemeinden
- Präfektur Kōchi
  - Sukumo
  - Tosashimizu
  - Kuroshio
  - Mihara
  - Shimanto
- Präfektur Ehime
  - Uwajima
  - Matsuno